# تارانتولای طلای پارسی
تارانتولای طلای پارسی یا تارانتولای طلای ایرانی (نام علمی: Chaetopelma persianum) گونه‌ای از تارانتولا بومی شمال غربی ایران است. این گونه برای اولین بار در سال ۲۰۲۳ توصیف شد و نخستین گونه از سرده خود است که در ایران ثبت شده است.

## نامگذاری
نام عمومی این گونه به «موهای پشمی و طلایی» آن اشاره دارد که یکی از ویژگی‌های بارز آن است. نام علمی این گونه به نام تاریخی کشور محل پیدایش آن (ایران) اشاره دارد.

## پراکندگی
این تارانتولا در ارتفاعات رشته کوه‌های زاگرس در شمال غرب ایران یافت شده است. همچنین، بر اساس تصویری از یک نمونه نر، احتمال داده می‌شود که این گونه در سلیمانیه (عراق) نیز پراکنش داشته باشد، اما این موضوع نیازمند بررسی‌های بیشتری است.
کشف تارانتولای طلای پارسی تعداد گونه‌های شناخته‌شده از تارانتولاها در ایران را از دو به سه گونه افزایش داد. همچنین، این نخستین گزارش از حضور سرده Chaetopelma در ایران بود. سایر گونه‌های این سرده در منطقه مدیترانه شرقی، از جمله کرت، سودان و دیگر نواحی خاورمیانه پراکنش دارند. این کشف، محدوده پراکنش شناخته‌شده عنکبوت‌های این سرده را حدود ۳۵۰ کیلومتر به سمت شرق گسترش داد.

## توصیف
در حال حاضر جنس نر این گونه توصیف نشده است. نمونه‌های ماده این گونه، با احتساب پاها، طولی در حدود ۹ سانتی‌متر دارند.
ضمائم و شکم تارانتولای طلای پارسی به رنگ قهوه‌ای است، در حالی که پشت‌لاک و کلیسرهای آن طلایی‌رنگ هستند. این گونه حفار است.